# 남해스포츠파크
남해스포츠파크(南海스포츠파크, Namhae Sports Park)는 대한민국 남해군에 있는 체육 시설이다.
축구와 야구의 선수단 훈련 캠프와 대회 유치를 위해 만들어졌다. 총면적 30만㎡에 2000년부터 시설을 넓혀갔으며 2004년 마무리 되었다. 국제 규격의 잔디 축구장 5면과 인조 축구장 2면, 테니스장 4면, 야구장 1면, 5레인의 실내수영장, 풋살경기장 2면의 체육시설과 중앙공원, 체력단련장으로 구성되어있다.
또 9만 9180㎡의 부지에 민간투자 30억 원을 들여 대야구장 2면과 리틀야구장 1면, 내야연습장 1면, 강당, 헬스장, 실내연습장, 선수숙소를 갖춘 대한야구캠프도 위치하고있다.

## 기록

### 2005년 AFC U-17 여자 챔피언십
| 날짜            | 팀 1           | 스코어      | 팀 2           | 라운드     |
| --------------- | -------------- | ----------- | -------------- | ---------- |
| 2005년 4월 16일 | 대한민국       | 15 - 0      | 인도네시아     | A조        |
| 2005년 4월 16일 | 태국           | 6 - 4       | 인도           | A조        |
| 2005년 4월 17일 | 중화인민공화국 | 7 - 0       | 중화 타이베이  | C조        |
| 2005년 4월 18일 | 인도           | 0 - 7       | 대한민국       | A조        |
| 2005년 4월 18일 | 인도네시아     | 0 - 11      | 태국           | A조        |
| 2005년 4월 19일 | 중화 타이베이  | 7 - 0       | 싱가포르       | C조        |
| 2005년 4월 20일 | 대한민국       | 3 - 2       | 태국           | A조        |
| 2005년 4월 20일 | 인도           | 6 - 0       | 인도네시아     | A조        |
| 2005년 4월 21일 | 싱가포르       | 0 - 27      | 중화인민공화국 | C조        |
| 2005년 4월 24일 | 대한민국       | 0 - 4       | 일본           | 준결승전   |
| 2005년 4월 24일 | 중화인민공화국 | 6 - 0       | 태국           | 준결승전   |
| 2005년 4월 27일 | 대한민국       | 1 - 2       | 태국           | 3위 결정전 |
| 2005년 4월 27일 | 일본           | 1(3) - 1(1) | 중화인민공화국 | 결승전     |

## 참고 문헌
- 《전국 공공체육 시설 현황 (2017년말 기준)》. 대한민국 문화체육관광부. 2019. 2020년 7월 16일에 원본 문서에서 보존된 문서. 2019년 5월 19일에 확인함.

## 같이 보기
- 남해스포츠파크 나비경기장
- 남해스포츠파크 바다경기장
- 남해스포츠파크 치자경기장
- 남해스포츠파크 야구장